# Peugeot Typ 138
Der Peugeot Typ 138 ist ein frühes Automodell des französischen Automobilherstellers Peugeot, von dem von 1911 bis 1912 im Werk Audincourt 925 Exemplare produziert wurden.
Die Fahrzeuge besaßen einen Vierzylinder-Viertaktmotor, der vorne angeordnet war und über Kardan die Hinterräder antrieb. Der Motor leistete aus 2614 cm³ Hubraum 12 PS.
Es gab die Modelle 138 und 138 A. Bei einem Radstand von 300,6 cm betrug die Spurbreite 128 cm. Die Karosserieformen Torpedo und Coupé-Limousine boten Platz für vier Personen, der 138 A Sportwagen ebenfalls.